# Acharapakkam
Acharapakkam là một thị xã panchayat trong quận Kancheepuram trong bang Tamil Nadu của Ấn Độ.